# 殷向杰
殷向杰（1965年12月—），男性，汉族，籍贯湖北孝感，出生于天津，1985年加入中国共产党。拥有南开大学管理学博士学历，中华人民共和国政治人物。

## 生平
2001年2月，任天津市人民政府办公厅人事处处长。2001年9月，任天津市人民政府办公厅秘书处处长。2006年11月，任天津市人民政府办公厅副主任。2012年2月，任天津市人民政府办公厅巡视员、副主任。2013年11月，任天津市人民政府副秘书长、办公厅党组成员，并明确为正局级。2017年11月，任中共天津市宝坻区区委书记。
2021年6月29日，殷向杰被中共中央组织部授予“全国优秀县委书记”荣誉称号。
2023年1月，当选为天津市人大常委会副主任。